# Хлебная стачка (1927—1928)
Хлебозаготовительный кризис 1927—1928 годов — удерживание продовольственных запасов сельскими производителями на фоне военной тревоги 1927 года, вызвавшее в 1928 году кратный рост цен на зерно и фураж, диспропорции в ценах сельскохозяйственной продукции, рост розничных цен в государственной и рыночной торговле, а с февраля 1929 года и переход на карточную систему снабжения хлебом в городах. Хлебная стачка стала одним из побудительных мотивов к массовой коллективизации в СССР.

## Предпосылки
К осени 1927 государство установило твёрдые (фиксированные) цены на хлеб. Быстрый рост индустриальных центров, увеличение численности городского населения вызвали огромный рост потребности в хлебе. Низкая товарность зернового хозяйства, неурожай зерновых в ряде регионов СССР (преимущественно на Украине и Северном Кавказе) и главным образом выжидательная позиция поставщиков и продавцов в условиях так называемой «военной тревоги» 1927 привели к событиям, именуемым «хлебной стачкой». Несмотря на незначительное снижение урожая (1926/27 — 78 393 тыс. т., 1927/28 — 76 696 тыс. т.) в период с 1 июля 1927 года по 1 января 1928 года государством было заготовлено на 2000 тыс. т. меньше, чем в тот же период предшествующего года. Нежелание главных поставщиков хлеба подогревало и то, что в прошлые годы правительство, как правило, вынужденно в конце концов повышало закупочные цены для выполнения хлебного баланса.
Уже к ноябрю 1927 года встала проблема с обеспечением продовольствием некоторых промышленных центров. Одновременный рост цен в кооперативных и частных лавках на продовольственные товары при снижении плановых поставок привёл к росту недовольства в рабочей среде.
Для обеспечения хлебозаготовок власти в некоторых районах СССР вернулись к заготовкам на принципах продразвёрстки. Подобные действия, однако, были осуждены в Резолюции пленума ЦК ВКП(б) от 10 июля 1928 года «Политика хлебозаготовок в связи с общим хозяйственным положением».

## Коллективные хозяйства
Курс на коллективизацию сельского хозяйства был провозглашён на XV съезде ВКП(б) в декабре 1927 года. На 1 июля 1927 года в стране насчитывалось 14 880 всех коллективных хозяйств (в них объединились 194 700 единоличников), на тот же период 1928 года социалистических хозяйств стало 33 200 (416 700 единоличников), в 1929 году их количество превысило 56 999, объединив 1 007 700 индивидуальных хозяйств. Среди организационных форм коллективных хозяйств преобладали товарищества по совместной обработке земли (ТОЗы); имелись также сельхозартели и коммуны. Для поддержки коллективных хозяйств государством были предусмотрены различные поощрительные меры — беспроцентные кредиты, снабжение сельхозмашинами и орудиями, предоставление налоговых льгот.
Товарность зернового хозяйства в то время была крайне низкой — в 1926/27 году производители имели возможность поставить на рынок лишь 13,3 % продукции, причём по этому показателю наилучший результат (47,2 %) показывали социалистические предприятия — колхозы и совхозы. Товарность 20,0 % имели кулаки (при доле в сельском населении 5 %), 11,2 % — бедняки и середняки. Однако в валовой продукции зерна колхозы и совхозы занимали лишь 1,7 %, кулаки − 13 %, середняки и бедняки − 85,3 %. Кулацкие хозяйства располагали значительной частью (15-20 %) средств производства, в том числе им принадлежало около трети сельскохозяйственных машин.
Практика первых колхозов и совхозов 1928 года на Украине и Северном Кавказе показала, что они имеют больше возможностей для преодоления кризисов (природных, хозяйственных и т. п.). По замыслу Сталина, именно крупные промышленные зерновые хозяйства — совхозы, создававшиеся на государственных землях, — могли бы «разрешить хлебные затруднения» и избежать трудностей с обеспечением страны необходимым количеством товарного зерна. 11 июля 1928 года пленум ЦК ВКП(б) принял резолюцию «Об организации новых (зерновых) совхозов», в которой указывалось: «утвердить задание на 1928 г. с общей площадью вспашки, достаточной для получения в 1929 г. 5-7 млн пудов товарного хлеба».
Результатом этой резолюции стало принятие Постановления ЦИК и СНК СССР от 1 августа 1928 г. «Об организации крупных зерновых хозяйств», п. 1 которого гласил: «Признать необходимым организовать новые крупные зерновые советские хозяйства (зерновые фабрики) на свободных земельных фондах с таким учётом, чтобы к урожаю 1933 обеспечить получение товарного зерна от этих хозяйств в количестве не менее 100 000 000 пудов (1 638 000 тонн)». Создаваемые новые советские хозяйства намечалось объединить в трест общесоюзного значения «Зернотрест», в непосредственном подчинении Совету труда и обороны.

## Ситуация на хлебном рынке
Из-за хлебной стачки рыночные цены хлеба за год с декабря 1927 года по декабрь 1928-го выросли вдвое, фураж подорожал в полтора раза. При том, что печёный хлеб изготавливался из заготовленного государством зерна и продавался в магазинах по твёрдым государственным ценам, мука на рынке стоила в некоторых регионах дороже печёного хлеба. Этот разрыв цен вызвал «оседание» сырья в крестьянских хозяйствах. Печёный хлеб те же крестьяне стали скупать на корм скоту, а высокие цены фуража вызвали падение поголовья скота. Цены на коров и лошадей снизились вплоть до 27 %, соотношение индекса цен на молоко и на фураж снизилось с 0,82 до 0,57 в Зауралье и с 1,31 до 0,62 в Ярославско-Костромском регионе (1926/27 г. в сравнении с 1927/28 г.).
Резкий подъём вольных цен на хлебофураж изменил эквиваленты и других продуктов животноводства в зерне, отметил экономист. Так, если в I квартале 1927/28 г. за центнер масла в Сибири можно было приобрести 21—22 центнера пшеницы, то в IV квартале— лишь 13—14; по Уралу — соответственно 23 и 12. По яйцам — в Центральном Чернозёмном округе в начале 1927/28 сельскохозяйственного года за 100 ящиков яиц можно было приобрести 70 центнеров ржи, а к концу — 36; по Украине соответственно — 45 и 20.
Высокий уровень вольных цен на хлеба и картофель ухудшил конкурентоспособность технических культур — в первую очередь, льна. Если в 1926/27 г., индексы цен зерна ко льну составлял на Смоленщине по ржи до 1,35, по овсу до 1,55, то в четвёртом квартале 1927/28 г. он достиг соответственно 3,75 и 3,54. Ещё более тревожной тенденцией стало снижение конкурентоспособности основных товарных групп Нечерноземья (молоко, свёкла, лён) в сравнении с зерном.
Всё это вынудило государство повышать заготовительные цены 1928 года не на 16,8 %, как это планировалось в июле, а гораздо больше, особенно на кормовые культуры: по овсу в ноябре они выросли на 33,9 %, по ячменю на 27 %. Заготовительные цены мяса в ряде регионов превышали рыночные.
Именно рост частных сельскохозяйственных цен вызвал общий рост цен в стране при том, что для ликвидации «ножниц» ранее государство снизило цены на промышленную продукцию. Деревня не только поглотила предоставленную населению льготу, но и вызвала рост стоимости жизни по своему сектору товаров на 20 % в целом и на 50 % в частной торговле. Ускоренными темпами стали расти и торговые наценки. По 45 городам, кроме Москвы, они выросли с октября 1927-го по ноябрь 1928 года: по 8 основным промтоварам с 21,3 % до 26,3 %, а по 6 основным сельхозтоварам с 28,6 % до 84,0 %. По ржаной муке наценка увеличилась в 6,5 раз (с 19,4 % до 133 %), по подсолнечному маслу в 3 раза (с 51,1 % до 164,8 %). Всё это снижало реальные доходы городского населения, а выигрыш деревни (преимущественно кулака) от государственного регулирования цен повышало: в 1926/27 г. сельхозпроизводители получили дополнительно 77,8 млн рублей, а в 1927/28 г. уже 362,4 млн.
Таким образом, «напор вольного рынка по линии цен чрезвычайно велик и дальнейшее их повышение может вызвать неблагоприятные последствия для всей народнохозяйственной системы (влияние роста бюджетного индекса на реальную зарплату и себестоимость, дальнейшее ухудшение рентабельности интенсивных отраслей сельского хозяйства, наконец, обострение спроса деревни на промтовары и ослабление денежной системы)», — сделал вывод исследователь зернового рынка периода «хлебной стачки» Л. М. Гатовский.

## Последствия
Из-за диспропорций цен на сельскохозяйственное сырьё (продававшееся по вольным ценам) и готовый хлеб (из заготовленной по государственным ценам муки) осенью 1928 года правительство было вынуждено ввести хлебные карточки в крупных городах. В феврале 1929 г. карточная система на хлеб стала всесоюзной: рабочим и служащим промышленных предприятий полагалось 900 гр. печёного хлеба в день, для членов их семей и безработных — 500 гр. В остальных промышленных городах и рабочих поселках — соответственно 600 и 300 гр. Перебои с продовольствием привели к тому, что на местах в дополнение к хлебным карточкам стали стихийно распространять нормирование и карточки на другие продукты: масло, мясо, сахар, крупы и т.д.
Таким образом, при благоприятной ситуации со сбором урожая в 1928/29 году страна оказалась в продовольственном кризисе. Перед партией большевиков встал вопрос дальнейшей судьбы НЭПа и выбора способа развития и преодоления кризиса и дефицита в поставках хлеба и других продуктов. Ряд сторонников продолжения политики НЭПа (т. н. «правая оппозиция»: Н. И. Бухарин, А. И. Рыков, М. П. Томский) предлагали снизить темпы индустриализации, отказаться от развёртывания колхозного строительства и «наступления на кулачество, вернуться к свободной продаже хлеба, подняв на него цены в 2-3 раза, а недостающий хлеб купить за границей». Однако ресурсов для такого курса у страны не было, поэтому хлебная стачка 1928 года фактически подтолкнула массированные социалистические преобразования в деревне, «совхозы и колхозы, способные использовать тракторы и другие современные машины» (из выступления И. Сталина на XVI Съезде ЦК ВКП(б) (1930 г.)), с подавлением противников, а также «внутренних врагов» (т. н. нэпмана и кулака).